# Macromidia donaldi
Macromidia donaldi – gatunek ważki z rodziny Synthemistidae. Występuje w południowo-zachodnich Indiach; stwierdzony w stanach Kerala i Karnataka.